# Boris Wassiljewitsch Sworykin

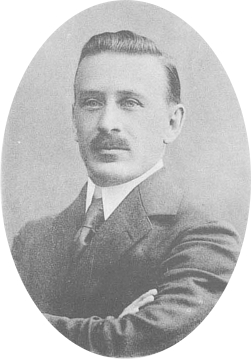
Boris Sworykin

Boris Wassiljewitsch Sworykin (russisch Борис Васильевич Зворыкин; * 19. Septemberjul. / 1. Oktober 1872greg. in Moskau; † 1942 in Paris) war ein russischer Maler und Illustrator.

## Leben und Wirken
Boris Sworykin gilt als wichtigster Vertreter altrussischer ornamentaler Illustration, unbeeinflusst von westlichen Traditionen. Er orientierte sich stark an der russischen Ikonenmalerei. Viele Werke von ihm befinden sich im Besitz des Metropolitan Museums in New York.

Seine Familie zählte zum Moskauer Großbürgertum. Sein Vater Vasily war Kaufmann der ersten Gilde. Er gehörte der orthodoxen Kirche an, seine Mutter Otovna Elisabeth der lutherischen.

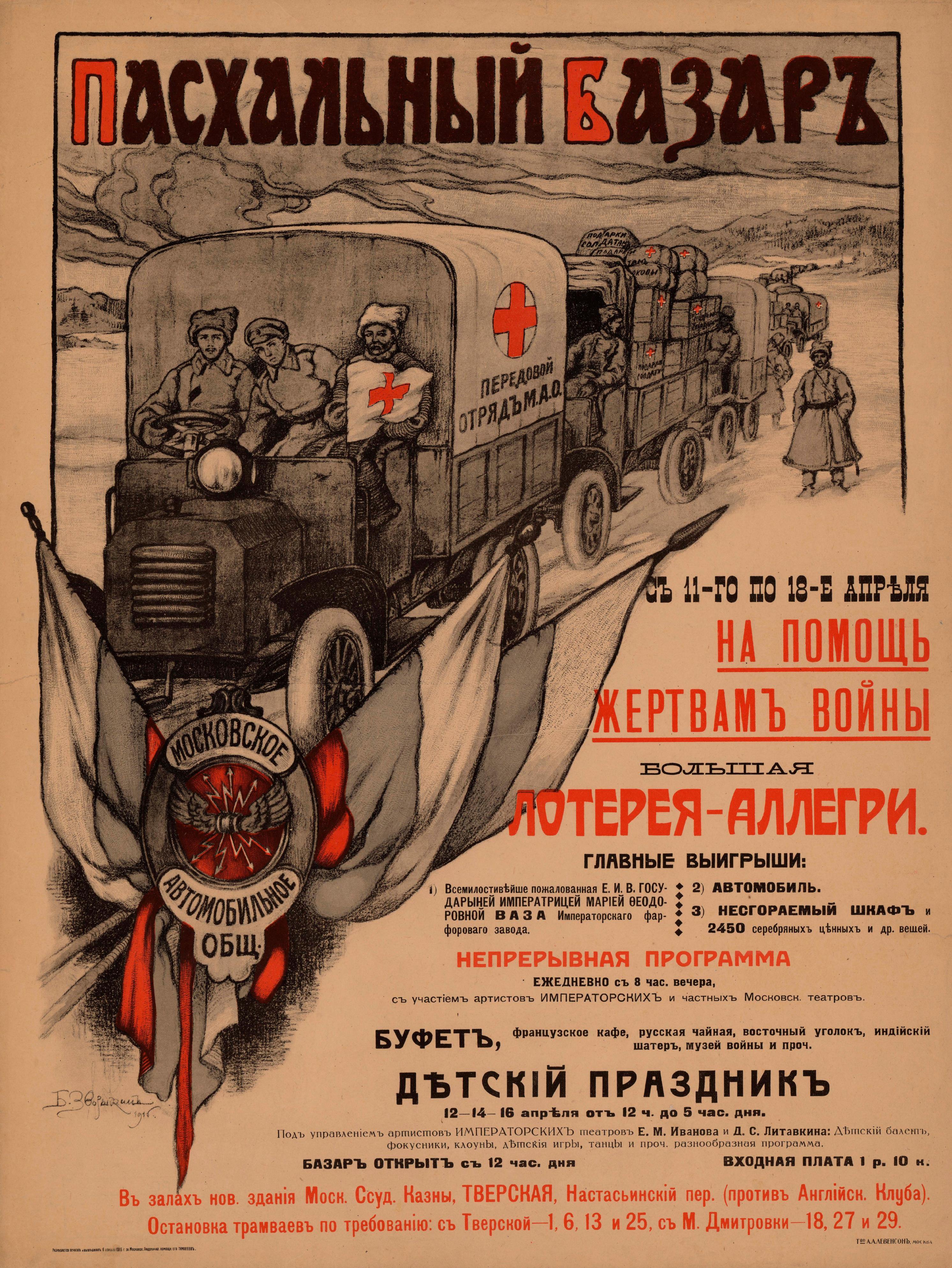
Werbeplakat für eine Hilfsaktion zugunsten von Kriegsopfern

Boris  besuchte nach dem Gymnasium die angesehene Moskauer Hochschule für Malerei, Bildhauerei und Architektur. Zunächst arbeitete er für Petersburger Zeitschriften, illustrierte Geschenkbücher zu Jubiläen, Kalender, malte Weihnachts-Postkarten. Erstellte Poster zum Vaterländischen Krieg.
Im Auftrag des Zarenhofs wertete er wichtige diplomatische Verträge zu kalligraphischen Kunstwerken auf. Der Hof bestellte auch verzierte Menükarten für prunkvolle Galadinées.
Später schmückte Sworykin die Alexander-Newski-Kathedrale von Simferopol auf der Krim mit Wandgemälden aus und entwarf auch die Robe des Patriarchen.
Für die russische halbstaatliche Reederei ROPiT entwarf er Illustrationen zu Werbematerialien (z. B. 1914 für ein Booklet mit Schiffsbeschreibungen und Fahrplänen).
Den ersten großen öffentlichen Erfolg erreichte er 1903 mit der Illustration des Märchens vom Goldhahn. Vor allem um das Jahr 1916 illustrierte er eine Reihe russischer Volksmärchen aus vorrevolutionärer Zeit.
Zusammen mit Architekten, Kirchenführern, Kunsthistorikern, Schriftstellern und anderen Künstlern gründete Sworykin 1915 eine Vereinigung, die sich um die Bewahrung altrussischer Traditionen bemühen wollte. Bis 1917 gehörten ihr fast 300 Mitglieder an, darunter Ivan Bilibin, Wiktor Wasnezow, Konstantin Makowski, Michail Nesterow und Nicholas Roerich. Als Folge der Oktoberrevolution löste sich die Gruppierung auf.
Sworykin bewegte sich auch in den Kreisen um den Ballettimpressario Sergei Diaghilew, der 1919 das berühmte Ballett Russe gegründet hatte.
1919 arbeitete er für die Moskauer Zeitschrift Rote Armee. Sein bekanntestes Werk aus dieser Zeit Kampf der roten Ritter mit der dunklen Kraft wurde in vielen Ausstellungen zur Geschichte sowjetischer politischer Plakatkunst gezeigt.
Nach der Revolution und dem anschließenden Bürgerkrieg ging Sworykin – mit Zwischenstationen auf der Krim, in Konstantinopel und Ägypten – 1921 nach Paris.

## Paris
In Paris übersetzte er die altrussischen Märchen ins Französische und illustrierte sie. Jacqueline Onassis entdeckte seine Bilder und übernahm die Redaktion für das Buch Auf der Suche nach dem Feuervogel und andere Märchen und schrieb das Vorwort dazu. Für eine Kirche malte Sworykin Ikonen und 1935 veranstaltete er eine Ikonenausstellung.
Für die deutsche Porzellanfabrik Heinrich in Selb (heute Villeroy & Boch) entwarf Boris Sworykin zwölf Wandteller und Porzellandosen mit Märchenbildern in leuchtetenden Farben in Gouachetechnik. Die Arbeiten wurden sehr aufwändig produziert. Dazu wurden die Motive in 28 Einzelfarben zerlegt. Pro Tag konnte nur ein einziger Farbton aufgelegt werden, um eine exakte Trennung zu erreichen, und jede Farbe musste einen Tag trocknen, ehe die nächste Farbe aufgebracht werden konnte.
Boris Sworykin starb 1942 im inzwischen von deutschen Wehrmachtssoldaten besetzten Paris.

## Werke

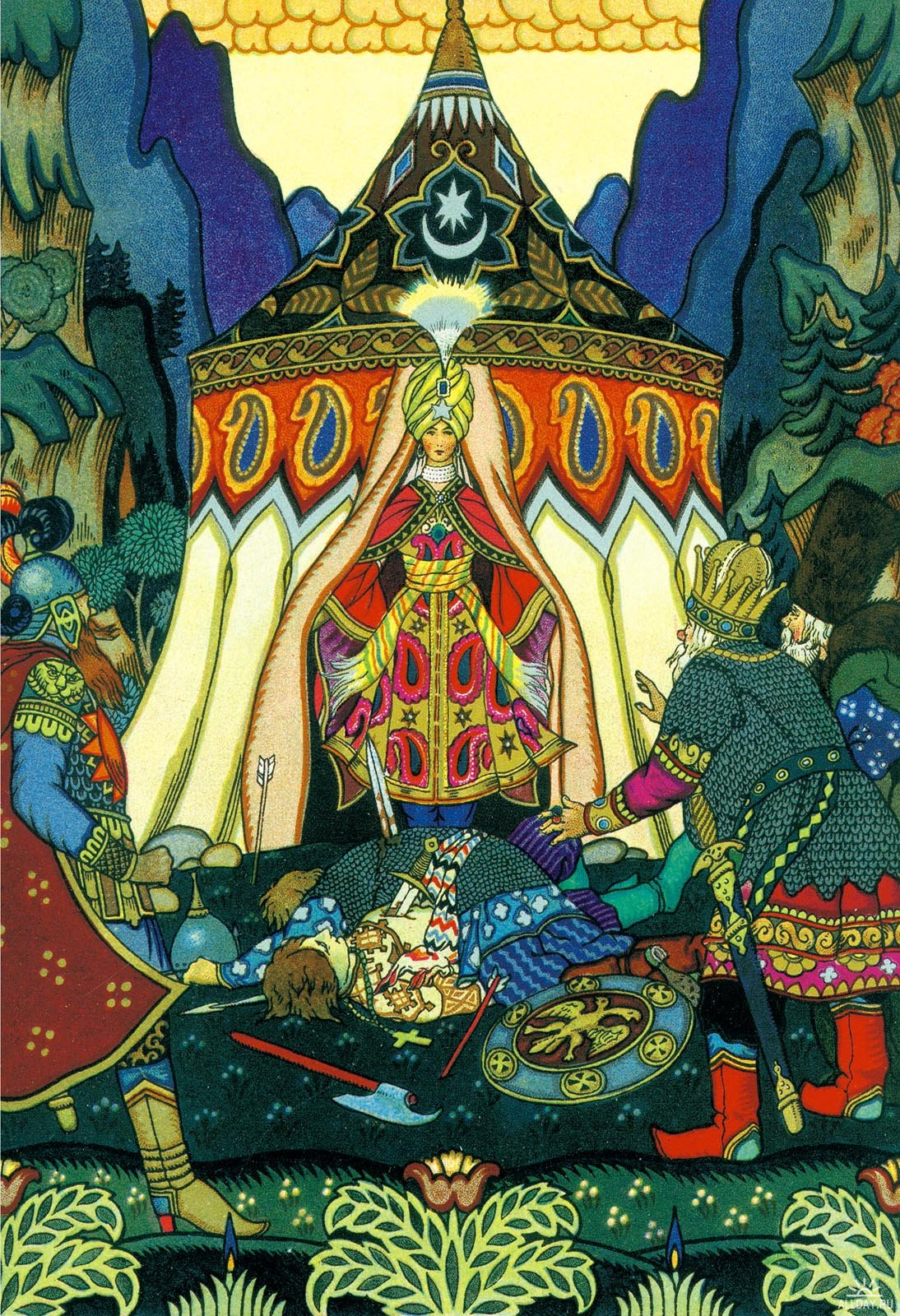
Der Goldene Hahn

- Jacqueline Onassis: The Firebird and other Russian Fairy Tales. Illustrationen. Viking Press, New York 1978, ISBN 0670315443
- Alexander Pushkin: Boris Godunov. Vorwort: Peter Ustinov. Illustrationen. Viking Press, New York 1982, ISBN 0-670-18198-6
- William Kuhn: Reading Jackie: Her Autobiography in Books. Anchor Books, New York 2011, ISBN 0307744655, Seiten 40, 45.
- Pavel Suchotin: Das bittere Zwiebelchen. Gezeichnet Boris von Zvorykin. Heyne-Verlag, München 1979, ISBN 3-453-82048-7.
- A. Puschkin: Märchen. Illustriert von Boris Zvorykin. Anker-ebooks 2013